# ガールズインユニフォーム
ガールズインユニフォームは2006年から2009年までバンダイから発売されていた東映特撮ヒロインをフィギュア化した商品。

## 概要
キャラクターデザインは漫画家の黒岩よしひろ。当初はスーパー戦隊シリーズのヒロインのみだったが、2007年10月31日には仮面ライダーシリーズのヒロインのフィギュアも発売された。ダークヒロインズを除く各弾にはVOL.4は二種、それ以外は一種類のシークレットアイテムが封入、定価は630円。
また、通常の商品の他に誌上通販のみの限定品が製作されている。

## ラインナップ

### 戦隊ヒロイン

#### VOL.1
2006年11月発売
- キメラ（科学戦隊ダイナマン）
- 渚さやか（電撃戦隊チェンジマン）
- 丸尾桃（超力戦隊オーレンジャー）
- 野乃七海（忍風戦隊ハリケンジャー）
- 礼紋茉莉花（特捜戦隊デカレンジャー）
- 西堀さくら（轟轟戦隊ボウケンジャー）

#### VOL.2
2007年3月発売
- ペギー松山（秘密戦隊ゴレンジャー）
- サラ（超新星フラッシュマン）
- 流れ暴魔キリカ（高速戦隊ターボレンジャー）
- ラジエッタ・ファンベルト（激走戦隊カーレンジャー）
- 小津麗（魔法戦隊マジレンジャー）
- 間宮菜月（轟轟戦隊ボウケンジャー）

#### VOL.3
2007年8月発売
- 白バラ仮面・嵐山美佐（太陽戦隊サンバルカン）
- ファラキャット（超電子バイオマン）
- コロン（超獣戦隊ライブマン）
- 今村みく（電磁戦隊メガレンジャー）
- 胡堂小梅（特捜戦隊デカレンジャー）
- 宇崎ラン（獣拳戦隊ゲキレンジャー）

#### VOL.4
2008年3月発売
- 岬めぐみ（超獣戦隊ライブマン）
- メイ（恐竜戦隊ジュウレンジャー）
- ユウリ（未来戦隊タイムレンジャー）
- 小津芳香（魔法戦隊マジレンジャー）
- ナイ（魔法戦隊マジレンジャー）
- メア（魔法戦隊マジレンジャー）

#### ベストセレクション
2008年6月発売
- 野乃七海（忍風戦隊ハリケンジャー）
- 礼紋茉莉花（特捜戦隊デカレンジャー）
- 胡堂小梅（特捜戦隊デカレンジャー）
- 小津麗（魔法戦隊マジレンジャー）
- 間宮菜月（轟轟戦隊ボウケンジャー）
- 西堀さくら（轟轟戦隊ボウケンジャー）

#### VOL.5
2008年8月発売
- 桃園ミキ（大戦隊ゴーグルファイブ　1982）
- 鶴姫（忍者戦隊カクレンジャー　1994）
- 城ヶ崎千里（電磁戦隊メガレンジャー　1997）
- マジエル（魔法戦隊マジレンジャー　2005）
- 楼山早輝（炎神戦隊ゴーオンジャー　2008）
- ケガレシア（炎神戦隊ゴーオンジャー　2008）

#### ダークヒロインズ
2009年1月発売
- ヘドリアン女王（太陽戦隊サンバルカン）
- 女王アハメス（電撃戦隊チェンジマン）
- ゾンネット（激走戦隊カーレンジャー）
- シボレナ（電磁戦隊メガレンジャー）
- フラビージョ（忍風戦隊ハリケンジャー）
- リジェ（爆竜戦隊アバレンジャー）

#### 番外
- ペギー松山　後期Ver（秘密戦隊ゴレンジャー） - 2007年6月ハイパーホビー誌上限定版
- 礼紋茉莉花（ガールズイントラブルVer）（特捜戦隊デカレンジャー） - 特撮ニュータイプ誌上限定版
- 楼山早輝（スマイル満開Ver）（炎神戦隊ゴーオンジャー） - 2008年9月ハイパーホビープラス誌上限定版
- メレ（獣拳戦隊ゲキレンジャー） - 2009年9月ハイパーホビー誌上限定版

### ライダーヒロイン Masked Rider Edition

#### VOL.1
2007年10月31日発売
- 小沢澄子（仮面ライダーアギト）
- 霧島美穂（劇場版 仮面ライダー龍騎 EPISODE FINAL）
- スマートレディ（仮面ライダー555）
- 天美あきら（制服Ver）（仮面ライダー響鬼）
- ハナ＋モモタロス（仮面ライダー電王）
- ナオミ（仮面ライダー電王）

#### VOL.2
2009年3月下旬発売
- 電波人間タックル（仮面ライダーストロンガー）
- バラのタトゥの女（仮面ライダークウガ）
- 園田真理（仮面ライダー555）
- 持田ひとみ（チアガールVer）（仮面ライダー響鬼）
- コハナ＋キンタロス（仮面ライダー電王）
- クイーン（仮面ライダーキバ）